# کو ایسه
کو ایسه (ژاپنی: 伊勢 航؛ زادهٔ ۱۷ ژوئیهٔ ۲۰۰۲) یک بازیکن فوتبال اهل ژاپن است.
از باشگاه‌هایی که در آن بازی کرده‌است می‌توان به باشگاه فوتبال گامبا اوساکا اشاره کرد.